# Amiga 4000T
Commodore Amiga 4000T – wersja komputera Amiga 4000 w odmianie obudowy „tower”. Oryginalnie komputer wyposażony był w procesor MC68040 taktowany zegarem 25 MHz, po bankructwie Commodore’a w 1995 druga wersja wyprodukowana przez Escom otrzymała procesor MC68060 z zegarem 50 MHz. To właśnie ta wersja trafiła do Polski.
A4000T była jedyną Amigą z wbudowanymi na płycie głównej interfejsami SCSI i IDE. Wymagało to umiejscowienia w ROM-ie odpowiednich sterowników, co z kolei spowodowało, że niektóre części AmigaDOS musiały zostać usunięte z ROM-u – A4000T była jedyną Amigą z systemowym plikiem „workbench.library”, przechowywanym na dysku, a nie we wbudowanej pamięci.